# 高雄站前保安宮

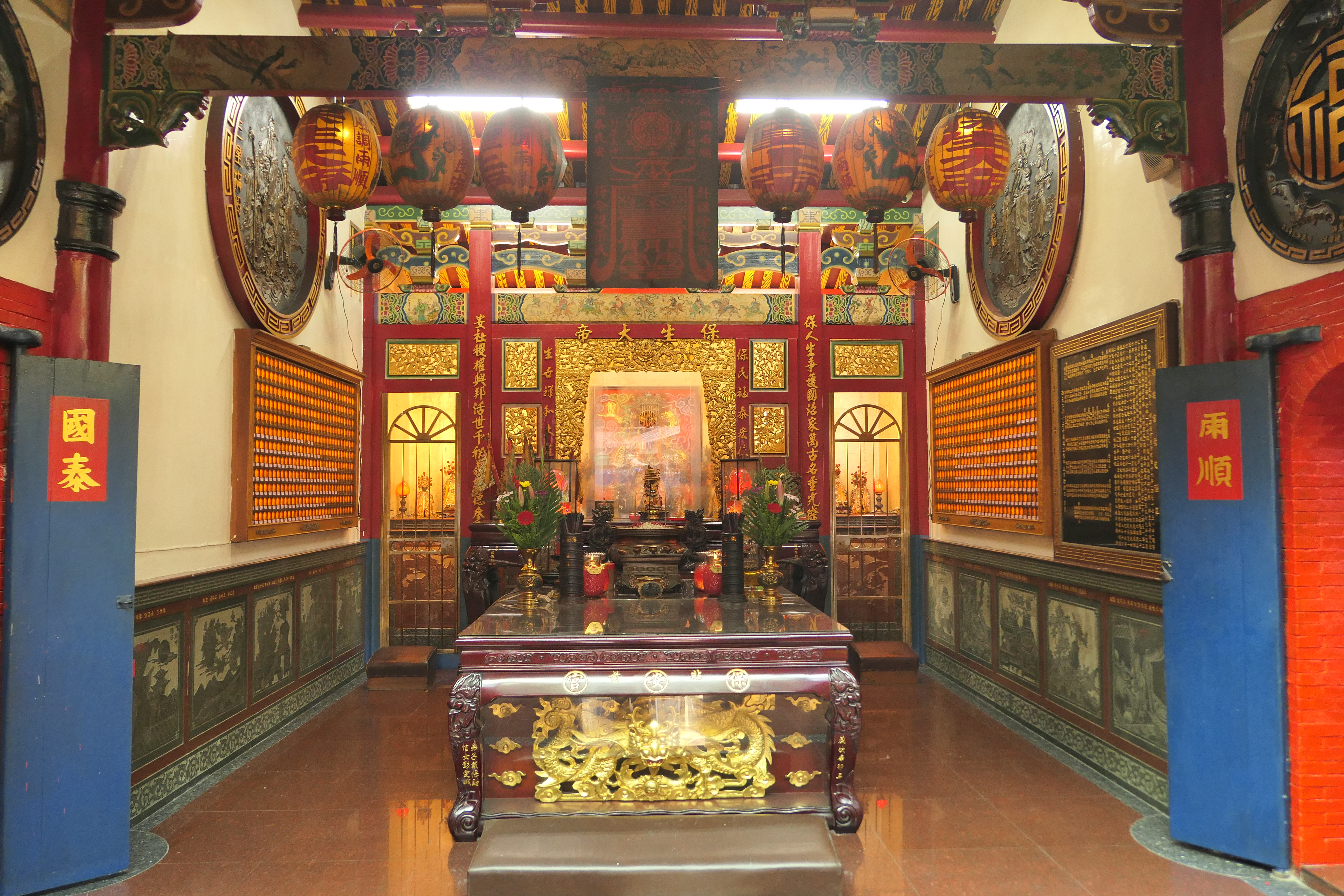
高雄站前保安宮正殿內部

高雄站前保安宮，又稱舊大港保安宮，是臺灣高雄市三民區舊大港的廟宇，主奉閩南醫神保生大帝（大道公）。其溯源可從乾隆16年「道憲碑記縣主示稿」一方古碑可證，舊大港保安宮現在廟宇建築雖歷經修建，但仍然保有早期傳統廟宇的格局，是高雄市內現存不多的古廟建築。廟中原有一塊乾隆年間匾額「𩻸里礁香」匾額文物，現懸掛的匾額為1978年重製。

## 廟史
舊大港保安宮創建於清代乾隆十六年（1751年），至今已有百餘年，主神保生大帝是從桃子園庄青雲宮迎請香火至本宮奉祀，信眾有感念保生大帝神神恩浩蕩，恩澤廣被，便塑造保生大帝金身開光奉祀，在大港庄擇地興建廟宇，竣工後定名為大港保安宮。
日治時期昭和十二年（1937年），由於高雄車站遷址，保安宮與整個大港庄被遷村至今高醫附近的「新大港」，建立新大港保安宮，但舊廟因太平洋戰爭爆發，財力不足拆除而留下，才得以保存廟宇古建築，兩座廟現以「新/舊大港保安宮」來區分。民國四十八年（1959年）將舊廟廟體拆除重建，民國五十七年（1968年）三月完工，民國七十六年（1987年）再次重修，民國九十七年（2008年）由主委戴保財發起增設太歲府和文昌殿，於民國九十八年（2009年）竣工安座。

## 祀神
- 正殿：保生大帝、李府千歲、九天玄女、觀音佛祖、中壇元帥、虎爺、註生娘娘、福德正神

- 文昌殿：五文昌帝君（梓潼帝君、魁斗星君、朱衣帝君、文衡聖帝、孚佑帝君）

- 太歲殿：太歲星君、斗姥元君、左輔洞明星君、右弼隱光星君

## 圖輯

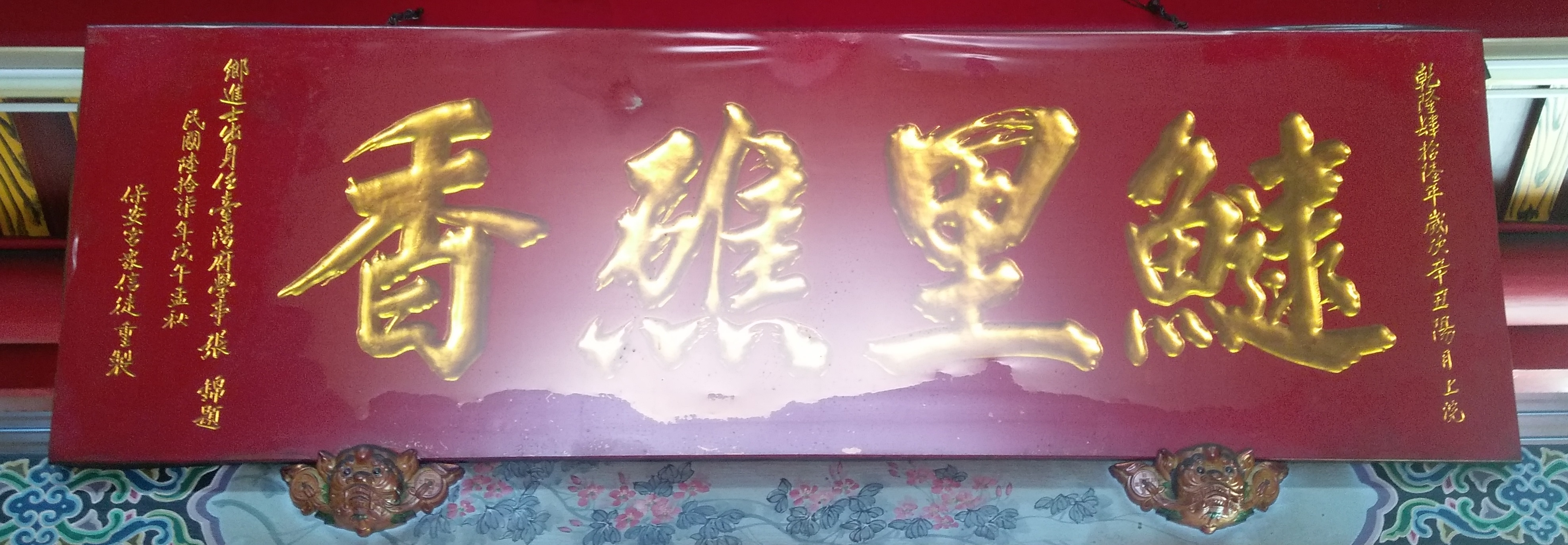
大清乾隆十六年（1751年）匾額「𩻸里礁香」（1978年重製）
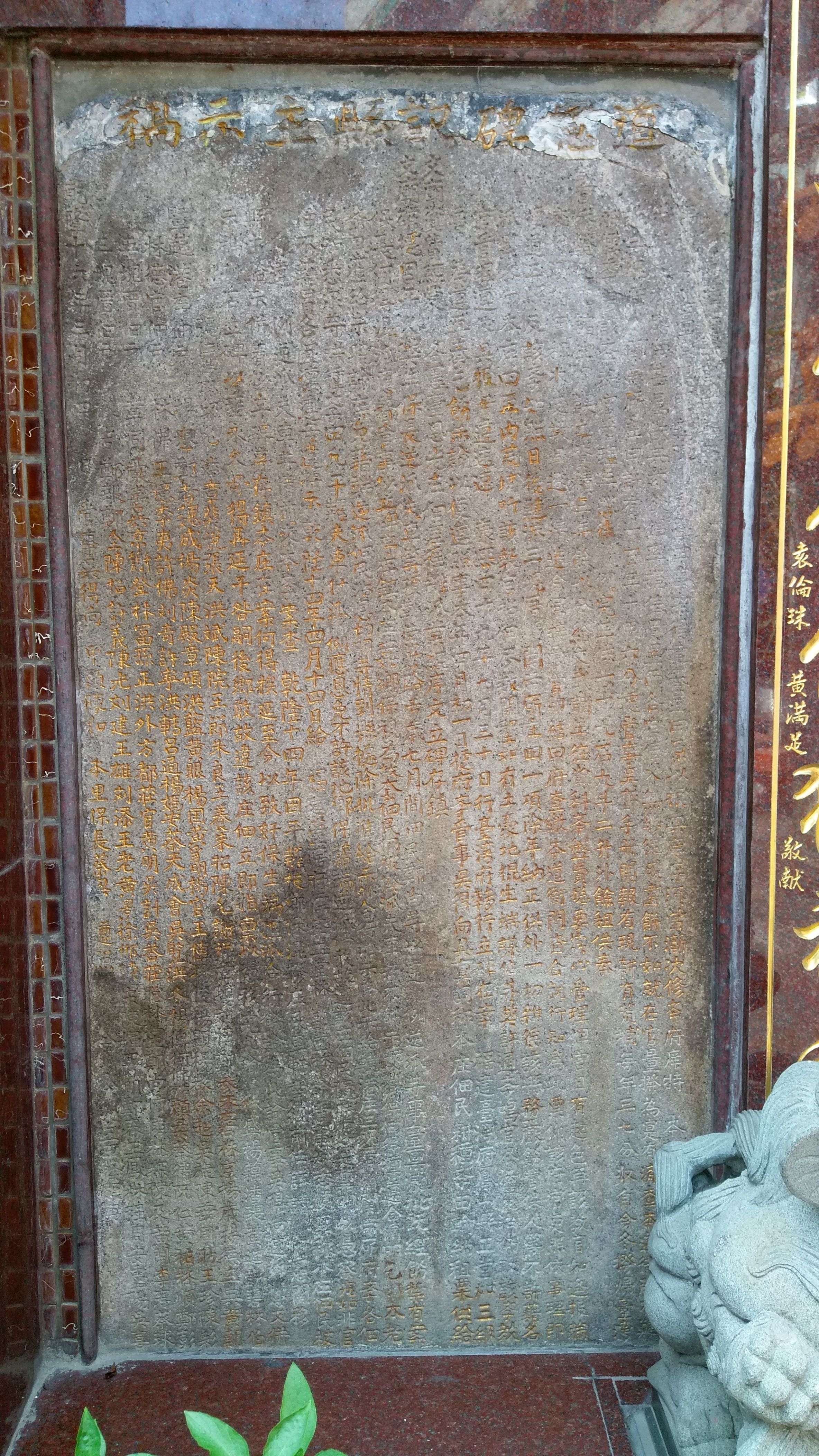
大清乾隆十六年（1751年）「道憲碑記縣主示稿」古碑
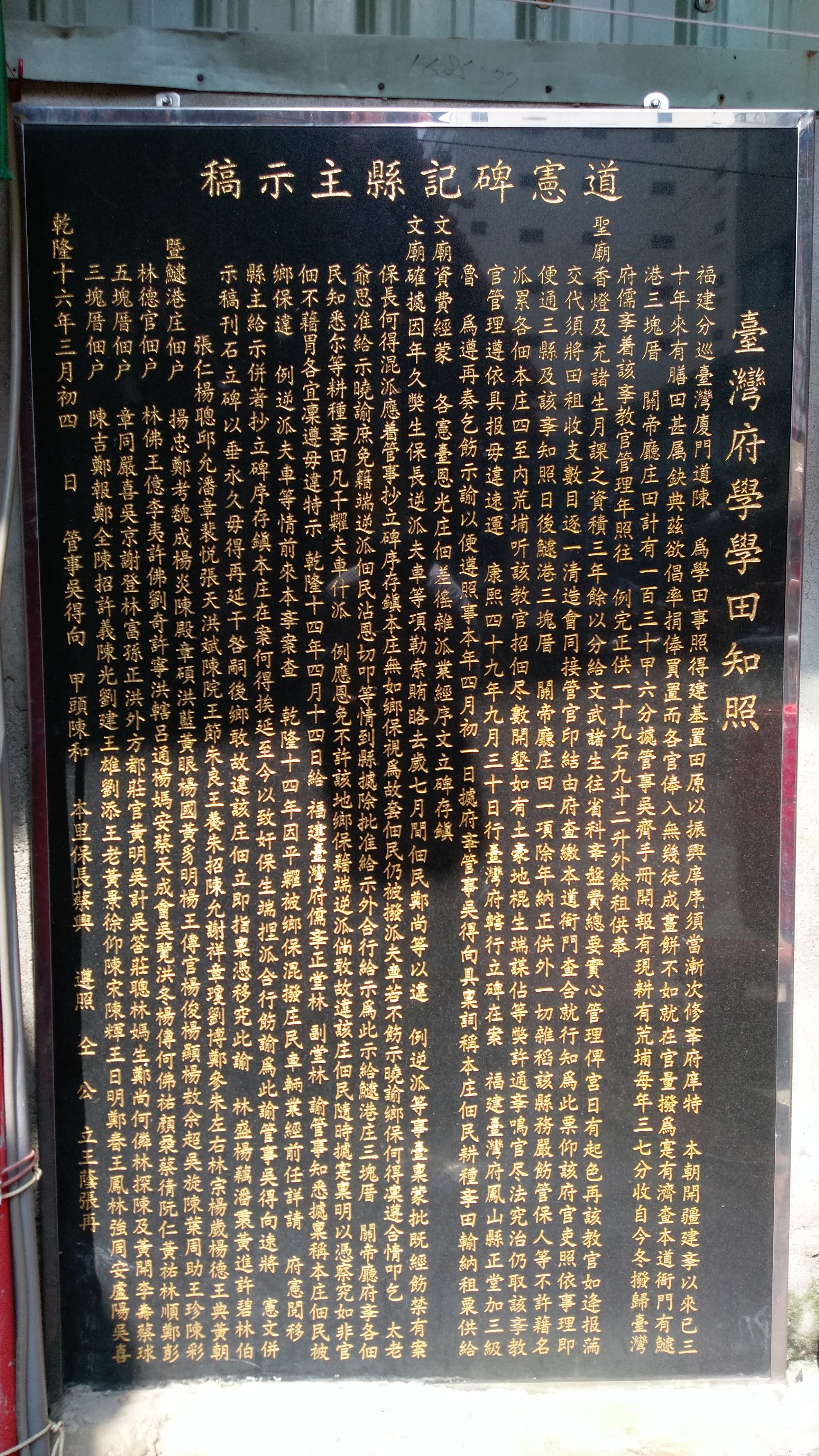
「道憲碑記縣主示稿」古碑複製碑文

## 外部連結
- 高雄站前保安宮的Facebook專頁